# Aleksandra Tymieniecka
Aleksandra Seweryna Tymieniecka (ur. 11 września 1930 w Łazach, zm. 4 listopada 2023 w Majdanie) – wnuczka Seweryna Tymienieckiego, polska historyczka ruchu robotniczego.

## Życiorys
Córka Andrzeja i Janiny. W 1955 ukończyła studia historyczne na Uniwersytecie Warszawskim. Doktorat Polityka Polskiej Partii Socjalistycznej w latach 1924-1928 obroniła 30 czerwca 1967 pod kierunkiem Żanny Kormanowej. Pracowała na Wydziale i Zakładzie Historii Partii w Wyższej Szkole Nauk Społecznych przy KC PZPR. Autorka haseł w Słowniku biograficznym działaczy polskiego ruchu robotniczego.

## Wybrane publikacje
- W dwudziestą rocznicę zwycięstwa jednolitego frontu w wyborach do Rady Miejskiej Łodzi w 1936 r. : (wybór materiałów i dokumentów), Warszawa 1956.
- (współautor: Zbigniew Szczygielski), Z dziejów Rad Delegatów Robotniczych w Polsce, Warszawa: „Książka i Wiedza” 1960.
- Rady Delegatów Robotniczych w Polsce (1918-1919). Materiały i dokumenty, t. 2, oprac. Aleksandra Tymieniecka przy współpracy Aleksandra Litwina, Warszawa: Książka i Wiedza 1965.
- Działalność KPP na Kielecczyźnie, Kielce - Ostrowiec 1968.
- Polityka Polskiej Partii Socjalistycznej w latach 1924-1928, Warszawa: Wydawnictwo „Książka i Wiedza” 1969.
- Manifest zjazdu zjednoczeniowego SDKPiL i PPS-Lewicy, oprac. Aleksandra Tymieniecka, Lublin: Wydawnictwo Lubelskie 1978.
- Warszawska organizacja Polskiej Partii Socjalistycznej 1918-1939,  Warszawa: Państwowe Wydawnictwo Naukowe 1982.